# فوسکو بکاتینی
فوسکو بکاتینی (به ایتالیایی: Fosco Becattini) بازیکن فوتبال و اهل ایتالیا است که از سال ۱۹۴۹ میلادی عضو تیم ملی فوتبال ایتالیا بوده و در ۲ بازی ملی حضور داشته‌است. او در بازی‌های ملی‌اش گلی به ثمر نرساند.
فوسکو بکاتینی آخرین بازی ملی خود را در سال ۱۹۴۹ میلادی انجام داد.